# 大鱗眶燈魚
大鱗眶灯鱼（学名：Diaphus megalops）为輻鰭魚綱燈籠魚目灯笼鱼科的其中一種，分布於印度西太平洋亞熱帶海域，屬深海魚類，棲息深度582公尺，體長可達8.5公分。

## 扩展阅读
維基物種上的相關：大鱗眶灯鱼